# Opisthotropis andersonii
Espèce
Synonymes
- Calamohydrus andersonii Boulenger, 1888

Statut de conservation UICN

 NT  : Quasi menacé
Opisthotropis andersonii est une espèce de serpents de la famille des Natricidae.

## Répartition
Cette espèce se rencontre, :
- à Hong Kong en République populaire de Chine ;
- au Viêt Nam sur les îles de Ba Mun et de Cat Ba.

## Description
Dans sa description Boulenger indique que cette espèce mesure environ 240 mm dont 45 mm pour la queue. Son dos est noirâtre mais chaque écaille est bordée de blanchâtre. Sa face ventrale est blanchâtre à l'exception de la région thoracique qui est brune.
C'est un serpent aquatique ovipare. Il se nourrit de poissons, amphibiens, têtards, crevettes d'eau douce et de vers.

## Étymologie
Cette espèce est nommée en l'honneur de John Anderson.

## Publication originale
- Boulenger, 1888 : Description of two new snakes from Hongkong, and note on the dentition of Hydrophis viperina. Annals and Magazine of Natural History, sér. 6, vol. 2, p. 43-44 (texte intégral).